# Aleksiej Wagow
Aleksiej Własowicz Wagow (ros. Алексей Власович Вагов, ur. 1905 w Rostowie nad Donem, zm. 1971) – radziecki polityk, I sekretarz KC Komunistycznej Partii (bolszewików) Kirgistanu w latach 1938-1945.
1925 wstąpił do RKP(b), 1937-1938 przewodniczący KC Związku Zawodowego Robotników Przemysłu Samochodowego ZSRR. Od 20 lutego 1938 do lipca 1945 I sekretarz KC Komunistycznej Partii (bolszewików) Kirgistanu - faktyczny przywódca Kirgiskiej SRR. Od 12 marca 1939 do 5 października 1952 członek Centralnej Komisji Rewizyjnej WKP(b). 1946-1950 sekretarz, a 1950-1952 I sekretarz Miejskiego Komitetu KP(b)U w Winnicy, 1953-1955 słuchacz Wyższej Szkoły Partyjnej przy KC KPZR, 1955 zastępca przewodniczącego komitetu wykonawczego rady obwodu winnickiego. Odznaczony Orderem Lenina (1945).